# Terence O'Neill
Terence O'Neill, född 10 september 1914, död 12 juni 1990, nordirländsk politiker, premiärminister i Nordirland 1963-1969.

## Biografi
O'Neill var, före sin tid som premiärminister, inrikesminister 1956 och finansminister 1956-63. Han lämnade sina poster som premiärminister och ordförande i unionistpartiet 1969, sedan man förkastat hans förslag om en kommunalvalsreform, som skulle gynna den katolska minoriteten.